# Todirostre zostérops
Hemitriccus zosterops
Espèce
Statut de conservation UICN

 LC  : Préoccupation mineure
Le Todirostre zostérops (Hemitriccus zosterops) est une espèce de passereau de la famille des Tyrannidae,.

## Systématique et distribution
Cet oiseau est représenté par deux sous-espèces selon la classification de référence du Congrès ornithologique international (version 9.1, 2019) :
- Hemitriccus zosterops zosterops (Pelzeln, 1868) : dans une zone allant du sud de la Colombie au sud du Venezuela, aux Guyanes et au nord-ouest du Brésil ;
- Hemitriccus zosterops flaviviridis (Zimmer, JT, 1940) : nord du Pérou (centre du département d'Amazonas et nord de celui de San Martín)[1],[2],[4].